# دير الشعبة (خيران المحرق)

تعديل مصدري - تعديل

دير الشعبة هي إحدى قرى عزلة مسروح بمديرية خيران المحرق التابعة لمحافظة حجة، بلغ تعداد سكانها 1119 نسمة حسب تعداد اليمن لعام 2004.